# Adrian Knup
Adrian Knup est un footballeur suisse né le 2 juillet 1968 à Liestal.

## Biographie

### En sélection
49 sélections, 26 buts
- Coupe du monde de football de 1994 aux États-Unis (huitièmes de finale)
- Championnat d’Europe de 1996 en Angleterre

### Après sa carrière de joueur
Du 1er juillet 2007 au 30 juin 2008, il est devenu conseiller de l'équipe nationale suisse.